# Centrale nucleare di Hongyanhe
La centrale nucleare di Hongyanhe è una centrale nucleare cinese situata presso la città di Dalian, nella provincia di Liaoning. La centrale è composta da 4 reattori CPR1000 da 1000 MW e 2 reattori ACPR.